# Mercedes-Benz W140

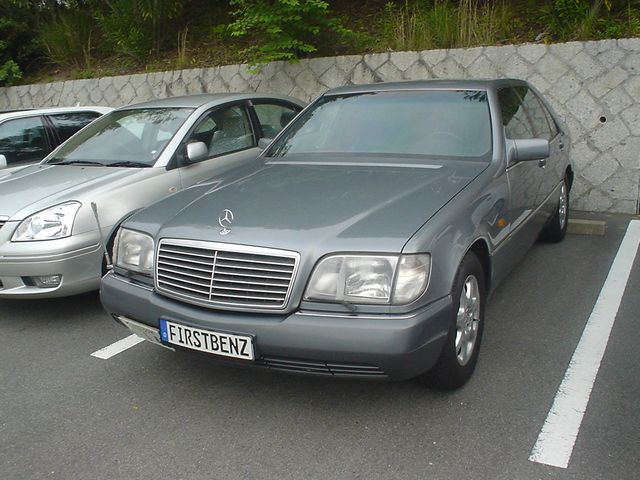
Mercedes Benz W140

Mercedes-Benz W140 este un automobil fabricat în Germania între anii 1991 și 1998. Acest nou model S-Klasse a fost lansat de compania Mercedes-Benz la Geneva, în 1991.